# Charlotte Drury
Charlotte Frances Drury, née le 4 juin 1996 à Laguna Beach, est une gymnaste américaine spécialiste de trampoline.

## Carrière sportive
Elle est médaillée de bronze en trampoline synchronisé aux championnats panaméricains 2014.